# トロッコリ

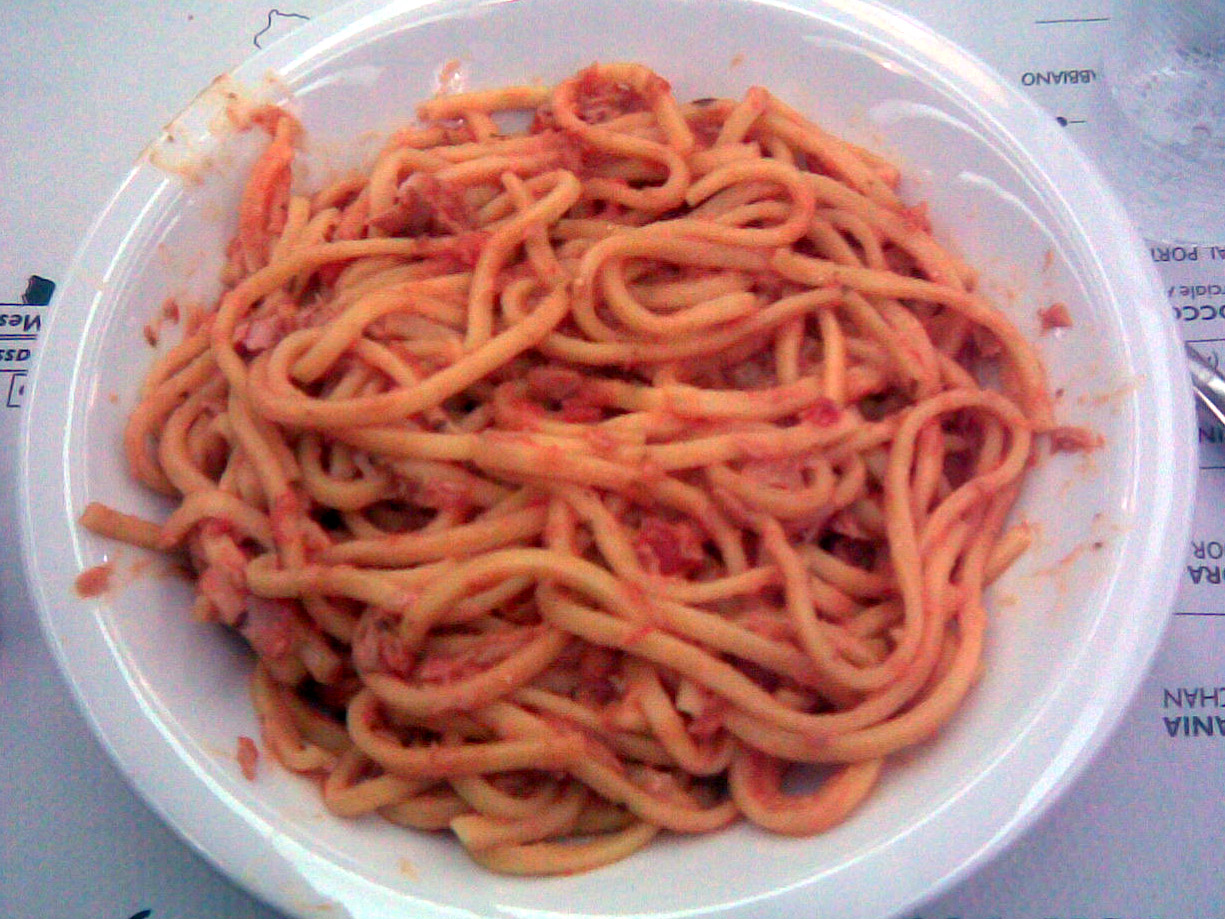
ソースと和えたトロッコリ

トロッコリ（イタリア語: troccoli）は、イタリア・プーリア州で食されているロングパスタ。日本で説明される際にはうどんが引き合いに出されるような太いパスタである。
見た目は固そうであるが、食感はもちもちとしており、小麦粉の風味を味わえる。
「トロッコラトゥーロ（troccolaturo）」と呼ばれる専用の器具で作る。トロッコラトゥーロは麵棒のような形をしているが、表面には凸凹と溝があり、これを5ミリメートルほどの厚さに伸ばしたパスタ生地の上で転がすことで、厚さと幅が均一にカットされたパスタ、トロッコリができあがる。
トロッコリのパスタ生地には鶏卵を使わないことが多く、麵の風味を感じられるようなあっさりソースを合わせることが多い。魚介類でも肉類でも合うとされているが、白身系の淡白なもの、アサリなどとの相性が良い。